# 丘东平
丘东平（1910年5月16日—1941年7月24日），原名丘谭月，曾用名丘谭业，字席珍、硕珍。笔名东平，故世称丘东平。男，广东海丰人，中国现代作家。
丘东平1926年加入中国共产党，次年参加海陆丰起义。起义失败之后，他流亡香港，并开始他的文学创作生涯。1931年九一八事变爆发后，丘东平返華投身抗日救亡运动，先后参与淞沪抗战、福建事变、两广事变等事件，参加“中国左翼作家联盟”、“中华民族革命同盟”等团体。1937年七七事变爆发后，丘东平投身抗日战争一线。1938年参加新四军，随部队挺进苏南苏北敌后。1941年7月24日，丘东平在苏北反扫荡作战中陣亡。
丘东平与胡风关系密切，他的大量作品发表在胡风的《七月》杂志上。因此，丘东平被视为七月派的重要代表人物。丘东平的创作主要集中在小说和纪实文学领域，尤其是他创作的大量反映抗日战争的作品，使他被视作中国现代战争文学的开拓者。他的创作风格倾向于在沉郁的气氛中，直追人物的心理性格。丘东平的主要作品有短篇小说集《沉郁的梅冷城》、纪实文学《第七连》、长篇小说《茅山下》等。

## 生平

### 早年投身革命
丘东平生于廣東省海丰县梅陇镇馬福壟村一个农民兼小商人家庭中，他在家庭中排行第六。丘东平七岁时入村中私塾读书。一年后，他和五哥一起进入小学，先后在梅陇镇瓣香小学、水口乡校、梅岭莲花山麓的学楼就读。在读小学期间，丘东平参加劳动童子团:72-73。1924年，丘东平考入海丰县陆安师范学校学习。陆安师范学校的前身是彭湃的母校海丰中学，他曾多次回母校讲演，因此丘东平入学后，也受到革命文化熏陶。他在学校加入了文学社团晨曦社，积极参与社团活动。1925年，丘东平加入了中国共产主义青年团，成为海丰学校支部秘书。同年10月国民革命军第二次东征胜利后，丘东平离开学校，进入海丰党委干部训练班学习，投身海丰农民运动:200-201。
1926年1月，丘东平任共青团海丰特委秘书长，参与编辑和出版《海丰青年》杂志。同年，他加入中国共产党，并担任海陆丰地委组织部长郑志云的秘书。1927年，丘东平参与了两次海陆丰起义。1927年11月，在彭湃的领导下，海陆丰苏维埃作为中国第一个苏维埃政府正式建立。这期间，丘东平短期担任彭湃的秘书:201-202。1928年2月，海陆丰苏维埃政权宣告失败，彭湃转移，丘东平留在海陆丰坚持斗争。面对当地民团的清剿，丘东平于8月在家人的掩护下离开家乡，被送往香港。丘东平在流亡香港时，曾从事过学徒、鞋匠、渔夫、小贩、天主教的校对等工作。窘迫的生活之余，丘东平大量阅读高尔基作品，自学英文，从事创作，参加香港第一个新文学团体岛上社的活动，并开始给当地报纸投稿:73。

### 参与抗日救亡
1931年九一八事變爆发后，丘东平经二哥丘国珍介绍赴江西南昌，任國民革命軍第十九路軍78师156旅旅长翁照垣的秘书。1932年，丘东平参加了淞沪抗战。期间，丘东平与友人陈灵谷创办出版《血潮》杂志，并在刊物上发表了多篇时评，针砭时弊、激励抗战。淞沪抗战结束后，丘东平随十九路军离开上海，进驻福建。在福建期间，因解散了翁照垣要求组织的群众大会，而被迫离开十九路军，回到香港:73。丘东平在香港创办了《新亚细亚月刊》，不久后被港英当局勒令停刊。此后，他前往上海活动。在上海期间，丘东平结识了胡风、彭柏山、聂绀弩、欧阳山等人:202-203。1932年11月15日，丘东平在左联机关刊物《文学月报》第4期上发表短篇小说《通讯员》，这篇小说是丘东平的成名作，他从此跻身了革命文学作家的行列。
1933年11月，十九路军发动福建事变。丘东平回到十九路军，并受十九路军总部委托，从福州往上海寻找中共党组织。福建事变失败后，丘东平仍在上海，参加左联的活动。1934年9月，他在陈望道主编的《太白》半月刊担任校对。同年冬天，因为与陈望道发生矛盾，丘东平离开了《太白》半月刊，后结识了吴奚如。随后，他往返上海、香港两地，做统一战线工作。1935年春，丘东平东渡日本，参加左联东京分盟的工作，期间结识了郭沫若:203-205
。1936年春，从日本回国，参与原十九路军将领组织的“中华民族革命同盟”的活动。1936年夏，丘东平经朋友介绍在香港认识了叶挺。6月，随十九路军将领参与两广事变，活跃于粤桂边境。9月，丘东平迁居上海:74-75。
1937年8月，随着八一三事变的爆发，日军开始进攻上海。淞沪会战开始后，丘东平同草明、邵子南、欧阳山、于逢合作，创作了中篇小说《给予者》，塑造了最早的抗日英雄形象。9月，丘东平离开上海，北上南京、济南，考察战地一线:76。10月下旬，丘东平回到南京，在南京再次见到叶挺。随后，他跟随叶挺前往武汉，参与筹备新四军的工作:206-207。

### 在新四军
1938年1月，丘东平随新四军军部前往南昌，他被安排到战地服务团工作。4月，参加粟裕任司令员的先遣支队，挺进苏南敌后进行战略侦察。6月，丘东平全程参与新四军挺进江南的第一战韦岗战斗，并写下《截击》记录了这次战斗。韦岗战斗后先遣支队解散，丘东平被陈毅留在江南，担任第一支队政治部敌工科长，并兼陈毅的对外秘书。7月，新四军一支队到丹阳成立中共苏南工委，丘东平任工委委员。1939年2月，丘东平参加新四军全军政治工作会议。7月，又参加了新四军第一次党代表大会。11月，任新四军江南指挥部政治部敌工科科长。期间，他创作不少军事报告文学:207-209:77-78。
1940年，丘东平随陈毅、粟裕渡江北上，参加了黄桥战役。11月，华中新四军、八路军总指挥部在江苏海安成立，丘东平继续担任政治部敌工部长。同时，中共中央中原局拟在盐城设立鲁迅艺术学院华中分院，丘东平是鲁迅艺术学院华中分院筹委会成员。1941年2月8日，鲁迅艺术学院华中分院在盐城正式成立。刘少奇兼任院长，丘东平担任教导主任，实际主持学院工作。同时丘东平还担任文学系教授。4月17日，苏北文化协会在盐城成立，丘东平等人当选第一届理事。在华中鲁艺期间，丘东平主持和参与了文艺大众化方向讨论、高尔基逝世五周年纪念会等活动，提出了艺术工作者要深入生活、为工农兵服务的主张。6月，丘东平辞去教导主任一职，集中精力创作长篇小说《茅山下》:209-210:78-79。
1941年7月，日军对盐城发动进攻。7月23日下午，钱俊瑞来到华中鲁艺传达军部指示，要华中鲁艺立即疏散转移。丘东平、戏剧家许晴等带领华中鲁艺部分人员和新安旅行团向日军侧后转移。24日凌晨，队伍到达北秦庄。在黑暗中，该部被日军包围。该队在突围时损失惨重，30多人陣亡，62人被俘，最终突围的不足70人。丘东平在组织突围时，头部中弹身亡。华中鲁艺也于8月下旬停办。丘东平陣亡后葬于建湖县，盐城县五区党委和政府将当地改名为东平村。

## 创作

### 风格与评述
丘东平的创作主要集中在小说和纪实文学领域，主要描绘抗日战争。丘东平也因为大量战争题材的创作，被认为是中国现代战争文学的开拓者。他的创作主要描写大时代中的普通人物，有时会展现中共军队高级指挥员的形象。丘东平曾在书信中谈过自己的创作理念，他主张在紧密联系生活的基础上，认真把握自己的创作事业:680-690。他早期的创作风格倾向于在沉郁的气氛中，直追人物的心理性格。但他加入新四军后，他的创作风格则有所变化，变为充满了乐观主义精神和必胜信念。在文本描写中，他注重人物性格刻画，在激烈的战斗中描绘主人公的情感变化。他的场面描写色彩鲜明、气氛悲壮，具有极其强烈的时代感。对文体发展而言，丘东平将报告文学以时间为中心推进到以人物为中心，极大促进了报告文学这一文体的发展。他未完成的长篇小说《茅山下》，则触及了知识分子如何在革命战争中发挥个人作用的命题，体现了向现实主义的深度发展。丘东平创作的弱点在于，他的文字表达和故事节奏有欠成熟。
丘东平自开始创作起就被文坛和后世学者关注。早在20世纪30年代，郭沫若就肯定丘东平“抱负之不凡，而他的诗人气质是异常浓厚的”。胡风评论丘东平是对革命文学思想要求“理解最深的一个，也是成就最大的一个”。聂绀弩则称誉他在文坛上是“霸才”。中华人民共和国成立后，由于胡风反革命集团案的发生，身为七月派重要成员的丘东平也受到牵连。在相当一个时期内，中国大陆学界对丘东平的关注不多，且多为批判性论调。直到改革开放和胡风平反后，丘东平的文学史地位才被重新予以肯定。

### 主要作品
丘东平生前陆续出版了一批作品集。丘东平阵亡时，他撰写的长篇小说《茅山下》没有完稿。抗日战争胜利后，小说在彭柏山的帮助下，于1945年10月在淮阴正式出版。中华人民共和国成立后，上海新文艺出版社于1953年出版《东平选集》。其后，丘东平的作品陆续整理结集出版。他的主要作品包括：

| - 短篇小说集《沉郁的梅冷城》 - 《沉郁的梅冷城》、《麻六甲和神甫》、《十枝手枪的故事》 - 短篇小说集《将军的故事》 - 《运转所小景》、《正确》、《将军的故事》、《尊贵的行为》、《谭根的爸爸》、《兔子》、《马兰将军之死》、《圣者的预言》、《新唐吉诃德的出现》、《落难的国王和侍卫》 - 短篇小说集《长夏城之战》 - 《多嘴的赛娥》、《一个孩子的教养》、《红花地之守御》、《通讯员》、《中校副官》、《骡子》、《慈善家》、《朋友之间》、《白马的骑者》、《长夏城之战》 - 中篇小说《火灾》 | - 小说集《给予者》 - 《抗战的意志》、《给予者》 - 报告文学集《第七连》 - 《第七连》、《我们在那里打了败仗》、《我认识了这样的敌人》、《暴风雨的一天》、《一个连长的战斗遭遇》、《叶挺印象记》、《吴履逊和季子夫子》 - 报告文学集《向敌人的腹背进军》 - 《向敌人的腹背进军》、《武装的政治工作队》、《截击》、《宣扬“皇道”者的行列》、《母亲》、《东湾：日本据点的毁灭》、《铁蹄下的故事》、《用战斗的顽强性》 - 长篇小说《茅山下》 - 除未完成的小说文本外，还包括纪实文学《把三八式枪夺过来》、《王凌岗的小战斗》、《逃出了顽固分子的毒手》、《友军的营长》、《两个靖江青年》、《溧武路上的故事》六篇 |

## 家庭
丘东平父亲丘锦成（又名仲金、筱堂，1871年－1948年），母亲黄巧（1881年－1970年）。丘东平共有兄弟八人，姐妹二人，在家庭中排行第六。丘东平五哥丘岛人曾与丘东平一起参加海陆丰起义，但他在1934年前后在厦门遇难，留下妻子吴笑。1935年初春，丘东平在香港与吴笑结婚，两人婚后育有一女丘丽卿。其后抗日战争爆发，丘东平走上前线，逐渐同吴笑失去联系。1939年11月，丘东平在与胡风的书信中，提到自己有了新女友辛文。辛文，广西人，参加过广西学生军，曾任《江淮日报》记者。1940年年底或1941年年初，丘东平与辛文在盐城结婚。辛文在丘东平牺牲后，改名西平，表示纪念。吴笑则于1950年代初的土地改革中被划为地主，她不忍折磨而自缢。